# Gerdau
Gerdau er en kommune i den vestlige del af Samtgemeinde Suderburg i den sydvestlige del af Landkreis Uelzen i den nordøstlige del af den tyske delstat Niedersachsen, og en del af Metropolregion Hamburg. Kommunen har et areal på knap 38 km², og en befolkning på godt 1.450 mennesker.

## Geografi
I kommunen ligger ud over Gerdau landsbyerne Bargfeld, Barnsen, Bohlsen, , Groß Süstedt og Holthusen II. I modsætning til andre sammenlagte kommuner, er Gerdau kun den næststørste by, efter Bohlsen.